# Lethrus tschatkalensis
Lethrus tschatkalensis är en skalbaggsart som beskrevs av Protzenko 1965. Lethrus tschatkalensis ingår i släktet Lethrus och familjen tordyvlar. Inga underarter finns listade i Catalogue of Life.